# Cadillac Imaj
Cadillac Imaj — концепт-кар, представленный компанией Cadillac в 2000 году на Женевском автосалоне. Роскошный лифтбек продолжил концепцию дизайна Art and Science. Автомобиль сохранил острые грани представленного годом ранее концепт-кара Evoq.
Cadillac Imaj оснащён 4,2-литровым двигателем Northstar V8 c 32 клапанами мощностью 312,5 кВт (425 л. с.). Коробка передач — пятиступенчатая автоматическая, соединена с полноприводным силовым агрегатом.
Особенности: система ночного вождения, автомобильный проекционный дисплей, адаптивный круиз-контроль.